# 大X超人
《大x超人》是手塚治虫于1963年至1966年在少年ブック連載的日本漫画作品。1964年8月3日到1965年9月27日播放電視動畫共59話。大x（ビッグX）也是里面虚构药物的名称。

## 介绍
- 主要讲在第二次世界大战之後歐洲某處发生的故事，主角青年注射祖父研發的神祕激素"X"药品后，身体与力量会变大，變身成大X超人。大X超人的對手是想搶奪神祕激素和研究成果的新納粹組織。但在动画版设定改成使用电磁吊饰来变身。
- 漫画里描述主角青年與女友与新纳粹党的斗争并追查神秘激素X來源。故事與超人英雄電影《美國隊長》以及恐怖科幻電影《大君主行動》有異曲同工之妙。
- 漫畫版主角青年與女友追查激素X來源和尋求恢復正常的旅程，反映发明者慾望與法西斯主义的恐怖，但动画版则是为了正义打倒坏人。
- 舊版漫畫虹光出版社翻譯為X超人。這個譯名其實是值得商榷的。而激素"X"指的是新納粹組織的鈎十字符號還沒長腳未完成的狀態，並不是指超人或是青年的名字。